# Sacura
Sacura es un género de peces de la familia Anthiadidae. Fue descrito por David Starr Jordan y Robert Earl Richardson en 1910.

## Especies
- Sacura boulengeri (Heemstra, 1973)
- Sacura margaritacea (Hilgendorf, 1879)
- Sacura parva Heemstra y J. E. Randall, 1979
- Sacura sanguinea Motomura, Yoshida y Vilasri, 2017[6]
- Sacura speciosa Heemstra y J. E. Randall, 1979